# Сіміонешть (Бістріца-Несеуд)
Сіміонешть, Сіміонешті (рум. Simionești) — село у повіті Бистриця-Несеуд в Румунії. Входить до складу комуни Будаку-де-Жос.
Село розташоване на відстані 317 км на північ від Бухареста, 7 км на південь від Бистриці, 75 км на північний схід від Клуж-Напоки.

## Населення
За даними перепису населення 2002 року у селі проживали 217 осіб, з них 215 осіб (99,1%) румунів. Усі жителі села рідною мовою назвали румунську.